# M.P. Bruun
Mads Pagh Bruun (født 5. september 1809 i Fredericia, død 23. september 1884 på Jægergården, Aarhus) var en dansk cand.phil., fabrikant og politiker.
Mads Pagh Bruun var søn af storkøbmanden Bertel Bruun og dermed bror til Peter Daniel Bruun, grundlægger af klædefabrikken Bruunshaab ved Viborg, som M.P. Bruun senere blev leder af. Medlem af sogneråd, amtsråd og fra 1847 af den rådgivende stænderforsamling i Viborg. Medlem af Den grundlovgivende Rigsforsamling. Folketingsmand for Sønder Vingekredsen 1854-1855. Medlem af Landstinget 1849-1854 og 1857-1874. Landstingsformand 1862-1869.
Etablerede sig i Aarhus-området i 1852 og anlagde en ny klædefabrik hér, kaldet 'Ny Bruunshaab'. Købte i 1857 'Jægergården' i Aarhus, hvor han boede til sin død i 1884. Forærede grunden til opførelsen af Sankt Pauls Kirke i Aarhus. Fik opkaldt gaden M.P. Bruuns Gade og Bruunsbro i Aarhus efter sig. Det moderne forretningscenter i Aarhus, Bruuns Galleri, har ligeledes navn efter M.P. Bruun.